# بحيرة اقيردير
الإحداثيات:
الدولة:تركيا
مساحة السطح: 	482 كم ( 186 ميل مربع )
ارتفاع السطح: 917 متر ( 3,009)
بحيرة اقردير( بالتركية : Eğirdir Gölü , وسابقا Eğridir ) وهو اسم البحيرة والبلدة الواقعة على شاطئ (Eğirdir ) في تركيا. تقع البحيرة في منطقة البحيرات التركية 186 كليومترات (116) ميل شمال مدينة أنطاليا و وتبلغ مساحتها 482 كيلو متر مربع (186 ميل مربع) وتصنف بأنها الرابعة بعد أكبر بحيرة ( وثاني أكبر المياه العذبة) في تركيا.

## الاسم

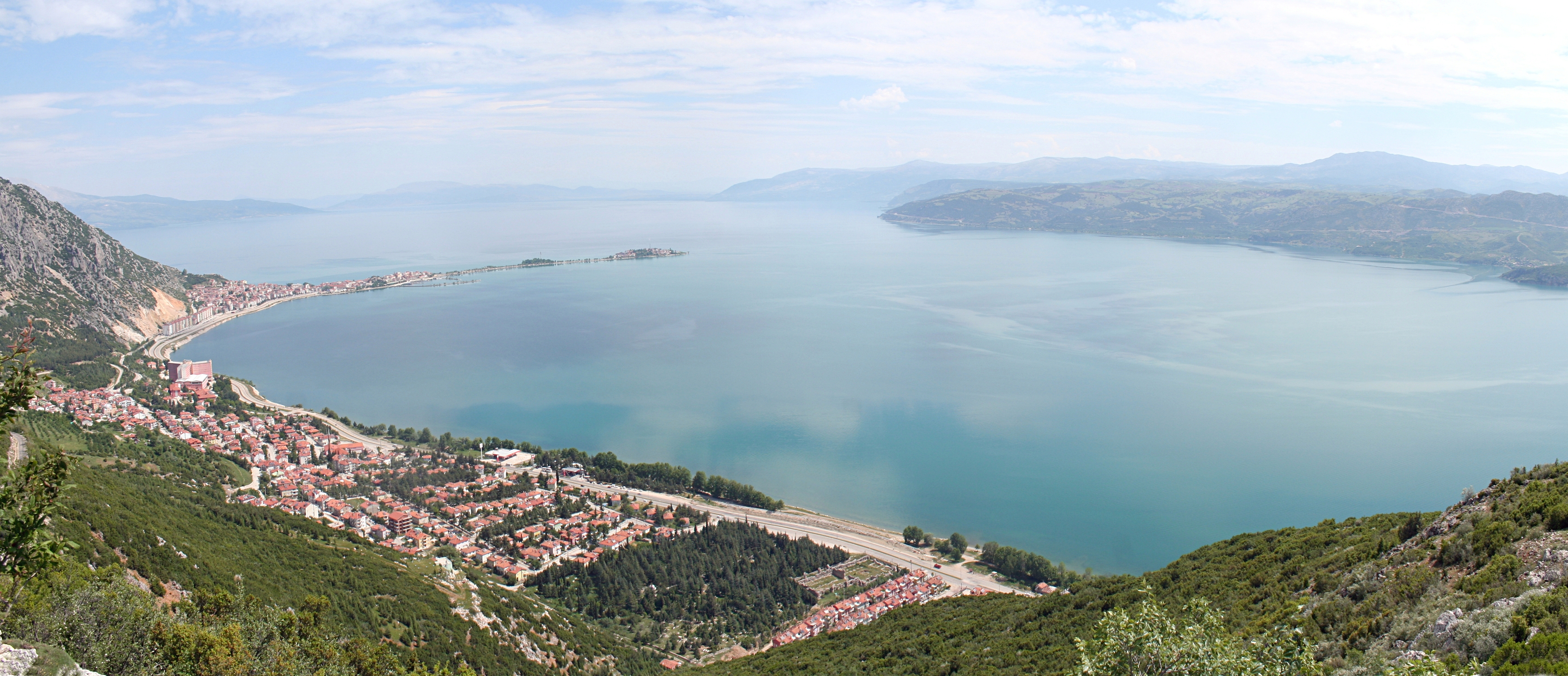
البحيرة مع المدينة (على اليسار) و الجزيرتين مع الجسر.

كانت المدينة والبحيرة تسمئ Eğridir في السابق، وهو النطق التركي من الاسم اليوناني القديم اكروتيري، كلمة Eğridir تعني ( معوجة ) باللغة التركية، و للإزالة الدلالات السلبية من الاسم في منتصف عام 1980 تمت إضافة حرفي (i) و ( r ) ونقلت إلى الاسم الرسمي الجديد Eğirdir وهو الاسم الذي يصور الغزل والزهور، ومع ذلك لايزال العديد من الناس في تركيا ينطقون البلدة و البحيرة باسمها السابق.

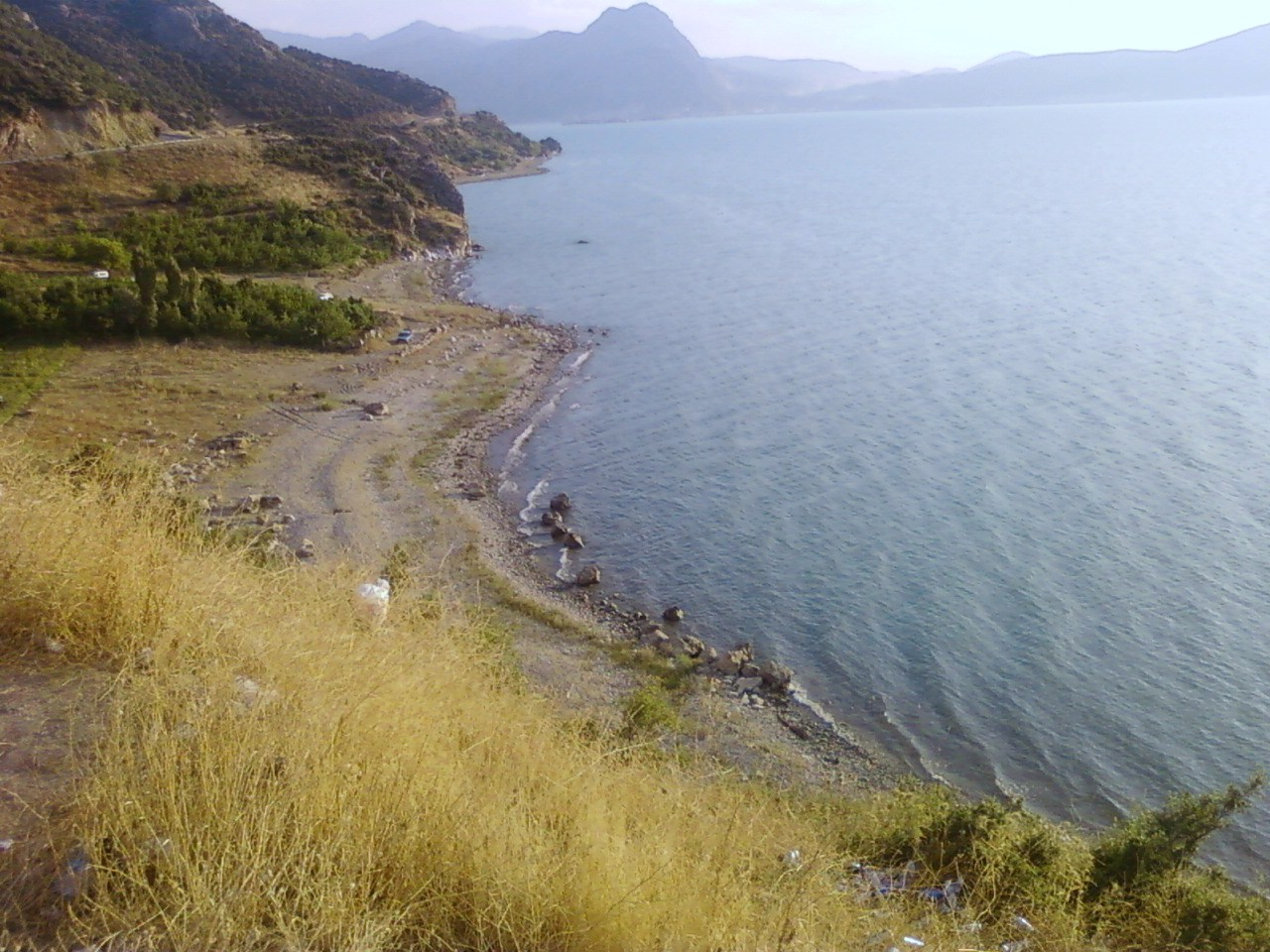
بحيرة اقيردير

## الجزر
يوجد في بحيرة اقردير جزيرتين، متصلتين باليابسة عن طريق جسر طويل في بلدة اقردير :
-	كان ادا ( وتعني جزيرة الحياة ) اصغر من الجزيرتين .
-	يسيل ادا ( وتعني الجزيرة الخضراء، وسابقا تعرف باسم نيس الي 1923 ، و كانت موطنا للمجتمع اليوناني الذين يعيشون في منازل مصنوعة من الخشب والحجر.

## روابط خارجية
- EğirdirTurkey.com نسخة محفوظة 15 مارس 2011 على موقع واي باك مشين.
- Eğirdir Guide and Photo Album